# Singapore Hokkien Huay Kuan

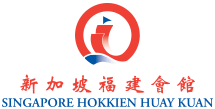
Logo der Singapore Hokkien Huay Kuan

Die Singapore Hokkien Huay Kuan (kurz SHHK, chinesisch 新加坡福建會館 / 新加坡福建会馆, englisch Singapore Hokkien Association bzw. Hokkien Huay Kuan 福建會館 / 福建会馆) b) ist eine Vereinigung für kulturelle, soziale und Bildungszwecke. Seit 1977 arbeitet sie mit einer eigenen Stiftung zusammen. Ihr Ziel ist die Unterstützung sozialer Wohlfahrt und Fürsorge, die Erhaltung und Förderung der Hokkien-Sprache und -Kultur innerhalb der chinesischen Gemeinschaft in Singapur und in anderen südostasiatischen Diasporagebieten. Großer Wert wird auf Bildung gelegt. Die Vereinigung Hokkien Huay Kuan entstand um 1840; die Stiftung, die vor allem die Hokkien- beziehungsweise die Hoklo-Chinesen repräsentiert, entstand in Singapur 1977 und ist mit geschätzten über 5000 Mitgliedern (2020) die größte Sippengemeinschaft a) im Stadtstaat Singapur.

## Geschichte

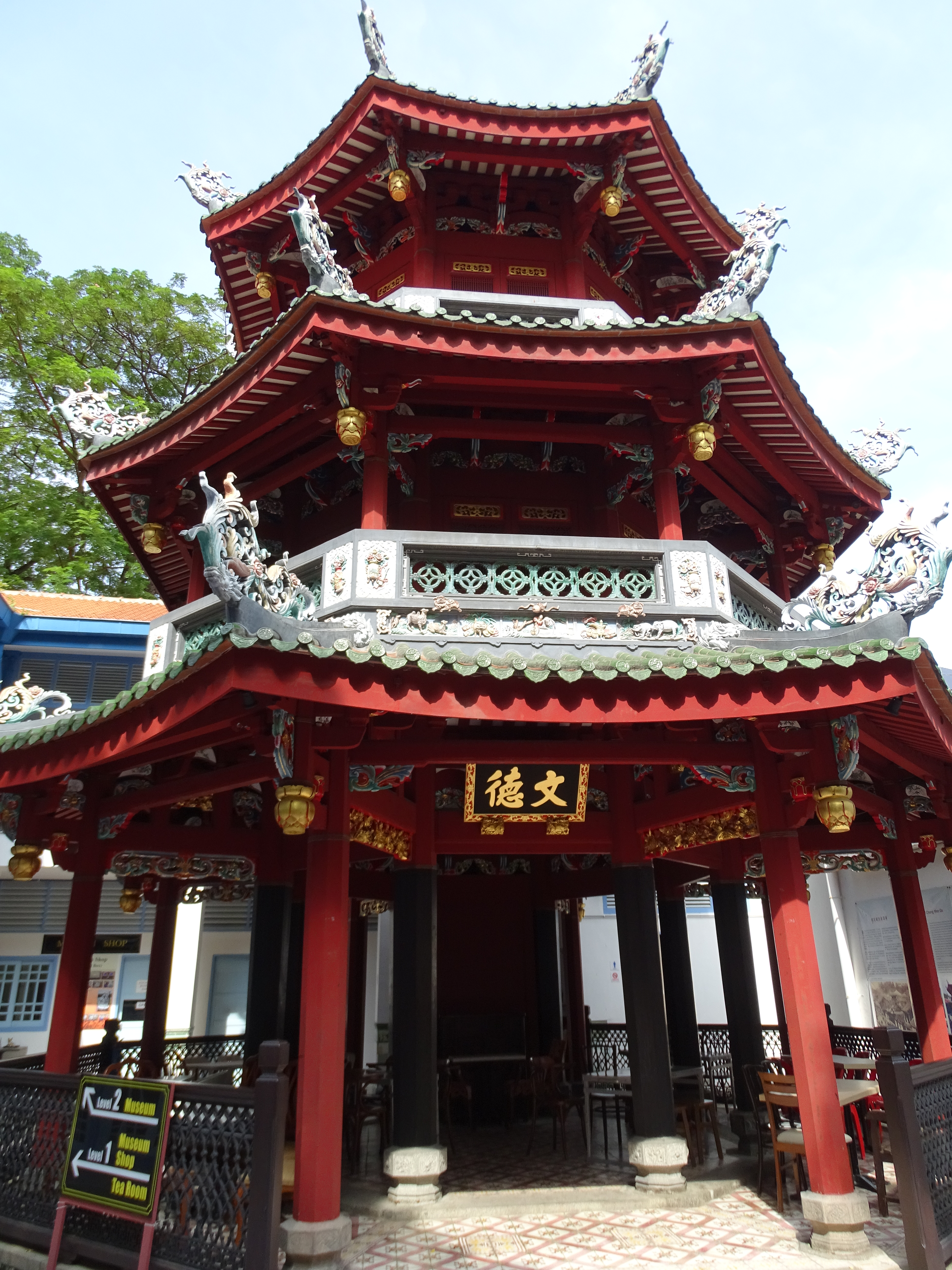
Keng Teck Huay Pagode der Tempelanlage Thian Hock Keng im Chinatown von Singapur.

Anfang des 19. Jahrhunderts, verstärkt dann um 1820, migrierten zwei Gruppen von Hoklo-Chinesen nach Singapur: zum einen Chinesen, die während des 15. Jahrhunderts hauptsächlich aus den südöstlichen Präfekturen von Fujian in das Gebiet von Malakka eingewandert waren, zum anderen weitere Migrationswellen infolge von inneren sozialen Unruhen in China. In Singapur siedelten sich die Hoklo-Chinesen im Gebiet der Telok Ayer Street am Singapore River an, die damals noch eine Uferstraße war und am Thelok Ayer Basin lag. Ihr erstes gemeinsames soziales Begegnungszentrum war der Tempel Heng San Teng, gegründet 1828 in der Silat Road, in der sich auch ein Hokkien-Friedhof befand. Zu einem festeren Zusammenschluss kam es 1840, als die Hokkien Huay Kuan, eine Vereinigung der Hoklo-Chinesen in Singapur, in der damaligen britischen Kronkolonie Straits Settlements gegründet wurde. Das geschah zeitgleich mit den Arbeiten an der Erweiterung des Tempels Thian Hock Keng c) in der Telok Ayer Street, auf dessen Gelände die Sippe fortan tagte.
Die Gründer der Vereinigung, denen eine philanthropische Veranlagung bescheinigt wird, hatten zwar primär die Belange der Hoklo-Gesellschaft im Auge, jedoch soll die Tätigkeit der Vereinigung mittlerweile nicht nur diesen Chinesen in Singapur, sondern auch anderen Einwanderern aus China zugutekommen.

### Struktur
Vor 1929 gab es keine organisatorische Struktur, keine Mitgliedschaft, keine Führung. Ein Umdenken wurde nach 1927 in Gang gesetzt, unter anderem auch im Bereich der Bildung: die Problematik der beiden damals vorhandenen Schulen wurde kaum wahrgenommen. Eine Versammlung im Juli 1927 beschloss, die Schulen der Hoklo-Gemeinschaft zu übertragen und zentral von dieser leiten und verwalten zu lassen. 1929 wurde auf Betreiben des Präsidenten der Vereinigung Tan Kah Kee ein Mitgliedschaftssystem eingeführt, das Beiträge einschloss. Ein gewähltes Führungsgremium sollte etabliert werden, und Abteilungen für allgemeine Angelegenheiten, Wirtschaft, Erziehung, Bau und Wohlfahrt wurden eingerichtet. Ziel der Maßnahmen war die Errichtung einer funktionierenden, dynamischen, sozialen Organisation. Während der Versuch von 1915, sich bei der damaligen Kolonialregierung unter dem Namen Thian Hock Keng Hokkien Huay Kuan d) registrieren zu lassen, abgelehnt wurde, wurde 1937 der Verein Hokkien Huay Kuan als gemeinnützige Gesellschaft nach dem Companies Act registriert. Sie übernahm die Leitung des Thian Hock Keng Hokkien Huay Kuan sowie angeschlossene Tempel und Friedhöfe.
Später wurden noch weitere Reformen der Strukturen der Gemeinschaft durchgeführt. Die Exekutiv- und Aufsichtskomitees wurden durch einen Rat, bestehend aus 37 Personen, ersetzt, stellvertretende Vorsitzende eingesetzt, die Tätigkeitsbereiche 2015 neu bestimmt: allgemeine Angelegenheiten, Finanzen, Bildung, Eigentums-, Kultur-, Sozial- und Mitgliedschaftsangelegenheiten.

### Sitz

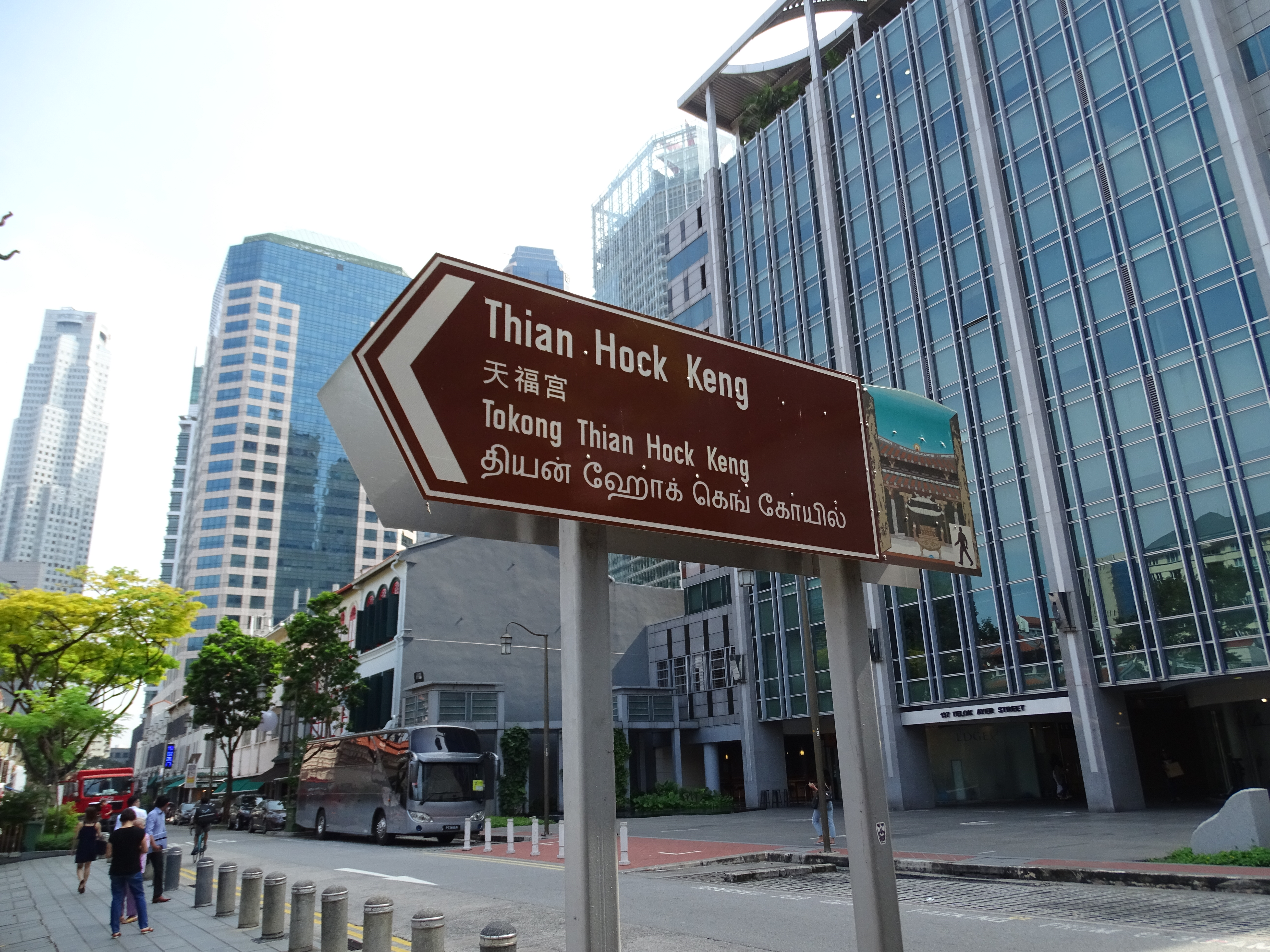
Das SHHK-Gebäude (rechts) auf 137 Telok Ayer Street in Singapur.

Singapore Hokkien Huay Kuan versammelte sich nach 1840 lange Zeit auf dem Tempelgelände: in einer Inschrift von 1850 werden hintere Räume im linken Flügel des Tempels als der Versammlungsort erwähnt. Erst 1919 verlegte die Sippe den Sitz ihrer Vereinigung in ein Gebäude außerhalb des Tempels.
1955 wurde ein neues Vereinshaus auf der dem Tempel gegenüberliegenden Straßenseite in 137, Telok Ayer Street geöffnet, in dem die Gemeinschaft – außer ihrem Sekretariat – auch einige weitere Einrichtungen unterhielt wie die Schulen Ai Tong School und Chong Fu Primary School. Nach dem Abriss des Gebäudes wurde an der gleichen Stelle 2003/2005 ein neues achtstöckiges Gebäude errichtet, in dessen 8. Etage sich das Sekretariat des Vereins befand, bis der Sitz schließlich 2014 an die Adresse 5, Sennett Road verlegt wurde, wo sich bereits die 1986 gegründete Kulturakademie (Singapore Hokkien Huay Kuan Cultural Academy) befand.

## Soziale Aufgaben – Übersicht
Zu den Aufgaben, die im Vordergrund des Interesses der Gemeinschaft stehen, gehören vor allem die Bildung und Erziehung:
- 1915 eröffnete die Hokkien Huay Kuan auf dem Gelände des Tempels die Chong Hock Girls' School, eine der ersten Mädchenschulen in Singapur. Die Schule ist seit 1949 auch für Jungen zugelassen. 1985 zog die Schule nach Yishun im Norden von Singapur und ist heute als Chongfu School bekannt.[4][7]
- Die Gesellschaft vereinigt heute unter ihrem Dach folgende Schulen: Tao Nan School, Ai Tong School, Nan Chiau High School, Nan Chiau Primary School, Kong Hwa School sowie die genannte Chongfu School mit etwa 11.000 Schülern.[7][8]
- Hokkien Huay Kuan stellte 1953 ein Gelände für den Campus der Nanyang University im Westen von Singapur zur Verfügung und unterstützte diese auch finanziell; die Universität wurde 1956 eröffnet. 1980 wurde sie mit der University of Singapore zur National University of Singapore vereinigt.[2][9]

Die 1977 angegliederte Stiftung (mit dem Status einer limited company) The Hokkien Foundation verfolgt wohltätige Zwecke wie Katastrophenhilfe für Opfer von Überschwemmungen, Krieg oder Feuer, des Weiteren werden medizinische Behandlungen mittelloser älterer Menschen und Waisen finanziell unterstützt und Stipendien an die Kinder von Mitgliedern verschiedener Hokkien-Verbände vergeben.
In den Bereichen Kultur und soziales Engagement werden umfangreiche Aktivitäten abgewickelt, im Folgenden eine Auswahl:
- Unterstützung junger Talente im Rahmen der Arts and Cultural Troupe (seit 1986)
- Pflege der chinesischen Sprache, insbesondere des Hokkien-Dialektes
- Vorschulerziehung im Rahmen der eigenen Kulturakademie
- Unterstützung des klassischen Tanztheaters Singapore Hokkien Huay Kuan Dance Theatre
- Unterstützung eigener Sozial- und Pflegedienste

## Führungsgremien
Präsidenten und Vorsitzende:
- 1860–1869: TAN Tock Seng (陈笃生)
- 1869–1897: TAN Kim Cheng (陈金钟)
- 1897–1915: TAN Boo Liat (陈武烈)
- 1915–1929: XUE Zhong Hua
- 1929–1950: TAN Kah Kee (陈嘉庚)
- 1950–1972: TAN Lark Sye (陈六使)
- 1972–2010: WEE Cho Yaw (黄祖耀)
- 2010–20??: CHUA Thian Poh (蔡天宝)
- seit 20??: TAN Cheng Gay (陈精毅)